# Liste der Baudenkmäler in Regensburg-Westnerwacht
Auf dieser Seite sind die Baudenkmäler in der Oberpfälzer Bezirkshauptstadt Regensburg zusammengestellt. Diese Tabelle ist eine Teilliste der Liste der Baudenkmäler in Bayern. Grundlage ist die Bayerische Denkmalliste, die auf Basis des Bayerischen Denkmalschutzgesetzes vom 1. Oktober 1973 erstmals erstellt wurde und seither durch das Bayerische Landesamt für Denkmalpflege geführt wird. Die folgenden Angaben ersetzen nicht die rechtsverbindliche Auskunft der Denkmalschutzbehörde.

## Baudenkmäler
| Lage                                                         | Objekt | Beschreibung | Akten-Nr.       | Bild                                                                                   |
| ------------------------------------------------------------ | --- | --- | --------------- | -------------------------------------------------------------------------------------- |
| ()                                                           | Reste der Stadtbefestigung, Stadt- und Zwingermauer mit Turmresten, Zwinger, Stadtgraben und Futtermauern des Stadtgrabens   | Bruchsteinmauern aus Kalk und Sandstein Reste der Stadtbefestigung sind unter folgenden Adressen zu finden: Adolf-Schmetzer-Straße 1 (Züge der Stadtmauer zur Donau, der Zwingermauer mit Schalentürmchen, Ostenbastei und Grabenfuttermauer), Ägidiengang (Stadtmauer), Am Königshof bzw. Ernst-Reuter-Platz (Zwingermauer und Schalenturm), Am Peterstor (Reste der Stadtmauer, der Grabenfuttermauer und der Brücke des St. Peterstors), Am Wiedfang 1, 3, 5, 5a, 7 (Stadtmauer, bei Nr. 7 Durchlass durch die Stadtmauer, sogenanntes Ohmtor, ehemaliger Standort des sogenannten Ohmturmes, an der Innenseite der Mauer Tafel von 1610), Fuchsengang 2b (Teilstück mit röm. Spolie), Herrenplatz 2 (Stadtmauer), Herzogspark (Prebrunnbastei, 1525), Keplerstraße 12, 14, 16, 18 (Stadtmauer mit dem Rest des Weintores), Lederergasse 20 (Stadtmauer), Lehnerweg 1 (Zwingermauer), Minoritenweg 33 (Stadtmauer), Platz der Einheit 1,2 (Rest der Zwingermauer), Prebrunnallee (Grabenfuttermauer), Schottenstraße 6 und Wiesmeierweg 1–21 (kurze Teile der Stadtmauer bei Nr. 13, 17, 17 a und 21, Reste der Zwingermauer bei Nr. 11–15 und 21, Fundament eines Zwingertürmchens bei Nr. 9, Futtermauer bei Schottenstraße 6 und Haus 1–21), Von-der-Tann-Straße 18 (Stadtmauer unter Nord- und Zwingermauer mit Zwingertürmchen unter der Südfassade), Von-der-Tann-Straße 4-8 (Zwingermauer mit ehemaligen Zwingertürmchen bei Nr.6), Weiße-Lamm-Gasse 3 (Stadtmauer); Turm III, dreigeschossiger und giebelständiger Satteldachbau, Bruchstein, um 1320, mit südlichem Anbau, 15. Jahrhundert und Inschrifttafel zum Mauerbau, bezeichnet „1320“; Turm XVI, sogenannter Anatomieturm, fünfgeschossiger Turm mit Zeltdach, Bruchsteinmauerwerk, im Kern 14. Jahrhundert, seit 1739 „theatrum anatomicum“, ab 1812 Pulvermagazin, seit 1853 Bestandteil des Parks der Königlichen Villa, 1861 neugotisch überformt; Turm XXXII, sogenannter Ägidienturm, fünfgeschossiger und quadratischer Turm mit Abtritterker auf Konsolen, Bruchstein, 14. Jahrhundert Diese Auflistung ist in der neuesten PDF-Liste der BLfD nicht mehr enthalten | D-3-62-000-1746 | weitere Bilder                                                                         |
| Am Judenstein 1 (Standort)                                   | Schulhaus (Kreuzschule) | Viergeschossiger Walmdachbau mit Putzgliederungen, Rundbogenstil, 1869/70 nach Plänen von Eduard Pahl, Nordflügel 1909, Aufstockung 1926/27; Jüdischer Grabstein, sogenannter Judenstein, Kalkstein, 1374 | D-3-62-000-69   | Schulhaus (Kreuzschule)                                                                |
| Am Judenstein 5 (Standort)                                   | Wohnhaus | Dreigeschossiger und traufständiger Satteldachbau, 17./18. Jahrhundert, Aufstockung 1954–1956 | D-3-62-000-70   | Wohnhaus                                                                               |
| Am Judenstein 7 (Standort)                                   | Wohnhaus | Dreigeschossiger und traufständiger Pultdachbau, 18./19. Jahrhundert, im Kern 14. Jahrhundert | D-3-62-000-71   | Wohnhaus                                                                               |
| Am Judenstein 8 (Standort)                                   | Wohnhaus, jetzt katholischer Pfarrhof Herz Jesu                                                                              | Zweigeschossiger und traufständiger Satteldachbau, 17. Jahrhundert, im Kern wohl 14. Jahrhundert | D-3-62-000-72   | Wohnhaus, jetzt katholischer Pfarrhof Herz Jesu                                        |
| Am Judenstein 9 (Standort)                                   | Wohnhaus (ehemaliges stadtbäuerliches Anwesen)                                                                               | Zweigeschossiges und traufständiges Satteldachhaus mit gotischem Keller, im Kern 14. Jahrhundert, im 17. Jahrhundert überformt, 1919 aufgestockt, mit Fassadenrelief, Auferstehung Christi, 1613 | D-3-62-000-73   | weitere Bilder                                                                         |
| Am Judenstein 10, Nonnenplatz 1 (Standort)                   | Klosterkirche und Klostergebäude Heilig Kreuz                                                                                | Dominikanerinnenkloster, gegründet 1233 Klosterkirche Heilig Kreuz, gestelzte Saalkirche mit eingezogenem Chor und Dachreiter, westlich anschließend Kapitelsaal, Gründungsbau 1237–1244, 1751–1757 vollständig überformt; mit Ausstattung Klostergebäude, zweigeschossiger Baukomplex, Nordflügel: vierflügeliger Kreuzgang an der Südseite der Kirche, Westflügel: zweigeschossiger, zum Stahlzwingerweg giebelständiger Satteldachbau, mit Vorrefent und Refektorium Südflügel mit Wirtschaftsbau, Konventbau und Sixtuskapelle, Ostflügel mit Speisgewölbe, Ossuarium und St.-Kilianskapelle, hauptsächlich 13.–17. Jahrhundert, Brand 1547, nach teilweiser Kriegszerstörung 1945 Wiederaufbau bis 1946 Ökonomiehof mit Sprechzimmerflügel und Klausurpforte, zweigeschossiger Halbwalmdachbau mit Erdgeschossarkaden, 1628 Ehemaliges Pförtnerhaus und Getreidekasten, dreigeschossiger Satteldachbau, 17. Jahrhundert Altes Schulhaus, dreigeschossiger giebelständiger Steildachbau, 17./18. Jahrhundert, Überformung im 19. und 20. Jahrhundert Küchenflügel, zweigeschossiger und traufständiger Satteldachbau mit Kniestock, 17. Jahrhundert, Wiederaufbau 1946 Klostermauer, Torbau mit rundbogiger und gewölbter Durchfahrt zur Kreuzgasse, und dreiseitige Ummauerung des Klostergartens, Bruchsteinmauer, bezeichnet „1617“ und „1719“ | D-3-62-000-74   | Klosterkirche und Klostergebäude Heilig Kreuz                                          |
| Am Prebrunntor 2 (Standort)                                  | Wohnhaus | Zweigeschossiger und traufständiger Satteldachbau mit Zwerchhaus, zweite Hälfte 18. Jahrhundert, Innenumbau 1860 | D-3-62-000-96   | Wohnhaus                                                                               |
| Am Prebrunntor 4 (Standort)                                  | Ehemaliges Württembergisches Palais (Naturkundemuseum Ostbayern)                                                             | Dreiflügeliger und dreigeschossiger Sattel- und Walmdachbau mit gusseiserner Altane um trapezförmigen Innenhof und Fassadenrelief, klassizistisch, 1804/06 von Emanuel Joseph von Herigoyen, Altane 1865, Ostflügel 1890, 1912 erweitert Herzogspark, zum Palais gehöriger Landschaftsgarten mit Resten der Stadtbefestigung, 19. Jahrhundert, 1950/52 durch den Stadtgartendirektor Rudolf Hehr umgestaltet Brunnen, achteckiges und reliefiertes Brunnenbecken, Sandstein, Renaissance, bezeichnet mit „1599“ | D-3-62-000-97   | weitere Bilder                                                                         |
| Am Singrün 1 (Standort)                                      | Ehemalige Porzellanfabrik, später Bischöfliches Knabenseminar                                                                | Dreigeschossiger Walmdachbau mit übergiebeltem Mittelrisalit und Pilastergliederung, klassizistisch, 1804 von Emanuel Joseph von Herigoyen, Aufstockung 1908 durch Heinrich Hauberrisser | D-3-62-000-120  | Ehemalige Porzellanfabrik, später Bischöfliches Knabenseminar                          |
| Am Singrün 2 (Standort)                                      | Wohnhaus | Dreigeschossiger und traufständiger Satteldachbau mit Hausturm, 12. und 15. Jahrhundert, Umbauten zum Wohnhaus 17.–19. Jahrhundert, 1992/93 Rekonstruktion der beiden oberen Turmgeschosse | D-3-62-000-121  | Wohnhaus                                                                               |
| Arnulfsplatz 3 (Standort)                                    | Brauerei Kneitinger | Vierflügelige Bautengruppe um Innenhof, Vorderhaus dreigeschossiger und giebelständiger Satteldachbau mit geschweiftem Giebel, seitlichen Kastenerkern und Durchfahrt, rückwärtig zweigeschossige und traufständige Mansarddachbauten, 17. Jahrhundert mit mehrfachen Umbauten, 18.–20. Jahrhundert | D-3-62-000-163  | Brauerei Kneitinger                                                                    |
| Arnulfsplatz 4 (Standort)                                    | Wohn- und Geschäftshaus | Dreigeschossiger und giebelständiger Satteldachbau mit Treppengiebel, Mittelerker, gewölbter Durchfahrt und Türmchen in der Nordwestecke, Keller um 1100, Bausubstanz Renaissance, 16./17. Jahrhundert, Umbau um 1800, Fassade 1896 neugotisch umgestaltet, 1929 purifiziert, 1978 rekonstruiert | D-3-62-000-1479 | Wohn- und Geschäftshaus                                                                |
| Arnulfsplatz 4 b (Standort)                                  | Ehemaliges Velodrom des Simon Oberdorfer                                                                                     | Langgestreckter Saalbau mit dreiteiliger Schweifgiebelfassade, Pultdächern, dreiseitig umlaufender Empore auf Gusseisensäulen, Dachkonstruktion aus freigespannten Eisenfachwerkbindern mit Firstoberlichtband, Flachsatteldach und später veränderter Eingangsvorbau, 1897/98 nach Plänen des Architekturbüros Koch und Cie., 1929 zum Lichtspieltheater umgebaut, 1936/38 und 1952/53 überformt | D-3-62-000-1480 | weitere Bilder                                                                         |
| Arnulfsplatz 5 (Standort)                                    | Wohn- und Geschäftshaus | Viergeschossiger und giebelständiger Satteldachbau mit Treppengiebel und neugotischen Putzgliederungen 18. Jahrhundert, 1872 und nach 1950 aufgestockt, Keller unter dem Rückgebäude, 13. Jahrhundert | D-3-62-000-164  | Wohn- und Geschäftshaus                                                                |
| Arnulfsplatz 6 (Standort)                                    | Ehemalige Brauerei Emslander, jetzt Wohn- und Geschäftshaus                                                                  | Dreigeschossiger und traufständiger Mansarddachbau mit Mittelerker, getrepptem Zwerchgiebel und seitlicher Durchfahrt, Kernbau um 1200, im 19. Jahrhundert zu einem dreigeschossigen Haus ausgebaut, viertes Geschoss von 1899 bzw. 1949 Rückseitig ehemaliges Brauhaus, dreigeschossiger Mansarddachbau mit Schornstein | D-3-62-000-165  | Ehemalige Brauerei Emslander, jetzt Wohn- und Geschäftshaus                            |
| Arnulfsplatz 7 (Standort)                                    | Dreiteilige Gebäudegruppe; Wohn- und Geschäftshaus                                                                           | Viergeschossiger und giebelständiger Satteldachbau, 14. Jahrhundert, mit gotischen Gewölben, 1796 umgebaut, im Westteil mit Resten eines romanischen Turmbaues in Ecklage Reste eines Wohnbaus, romanisch, 11.–13. Jahrhundert, im 17./18. Jahrhundert überformt, im 20. Jahrhundert modern ausgebaut und aufgestockt; In der Wollwirkergasse Reste eines Stadels, um 1200 und 14. Jahrhundert, 1630 umgebaut, Torstein bezeichnet mit „1630“, 1976 entkernt | D-3-62-000-166  | Dreiteilige Gebäudegruppe; Wohn- und Geschäftshaus                                     |
| Bismarckplatz 3 (Standort)                                   | Wohnhaus, im frühen 18. Jahrhundert österreichisches Gesandtschaftsquartier                                                  | Viergeschossiger und traufständiger Satteldachbau in Ecklage, mit Hofeinfahrt und Mansardwalmdachanbau, erstes Viertel 18. Jahrhundert, 1870 aufgestockt | D-3-62-000-1485 | Wohnhaus, im frühen 18. Jahrhundert österreichisches Gesandtschaftsquartier            |
| Bismarckplatz 4 (Standort)                                   | Wohnhaus | Dreigeschossiger Pultdachbau in Ecklage mit Hofmauer, spätgotisch, Umbau 1775 | D-3-62-000-226  | Wohnhaus                                                                               |
| Bismarckplatz 5 (Standort)                                   | Wohnhaus, ehemalige Jakobsapotheke                                                                                           | Dreigeschossiger Mansardwalmdachbau, Fassade mit Pilastergliederung, klassizistisch, im Kern nach Mitte 13. Jahrhundert, Überformung 1792 | D-3-62-000-227  | weitere Bilder                                                                         |
| Brunnleite 1 (Standort)                                      | Ehemaliges Reichsstädtisches Armen- und Arbeitshaus                                                                          | Viergeschossige Dreiflügelanlage mit Walm- und Satteldächern, Glockentürmchen und Uhrturm, 1724, im Kern älter, im Westflügel zwei Keller des 13. Jahrhunderts | D-3-62-000-253  | Ehemaliges Reichsstädtisches Armen- und Arbeitshaus                                    |
| Brunnleite 4 (Standort)                                      | Wohnhaus | Dreigeschossiger und traufständiger Halbwalmdachbau, 17./18. Jahrhundert, mit Resten der romanischen Matthäuskapelle und Hochwassermarke von 1628 | D-3-62-000-254  | Wohnhaus                                                                               |
| Brunnleite 7 (Standort)                                      | Ehemalige Fabrikantenvilla                                                                                                   | Dreigeschossiger Mansardwalmdachbau mit Bänderung, Pilastergliederung und Zwerchgiebel, neubarock, 1876 von Johann Theodor Madler | D-3-62-000-257  | Ehemalige Fabrikantenvilla                                                             |
| Brunnleite 8 (Standort)                                      | Wohnhaus | Zweigeschossiger und giebelständiger Frackdachbau in Ecklage, westlich Turmhaus, 13./14. Jahrhundert, Ostteil im Kern um 1300, Mittelbau 17./18. Jahrhundert, im 18. Jahrhundert zusammengefasst und 1919/20 überformt, rückseitig eingeschossiger und traufständiger Satteldachanbau | D-3-62-000-258  | Wohnhaus                                                                               |
| Fidelgasse 1, 1 a (Standort)                                 | Wohnhaus | Dreigeschossiger und traufständiger Bau mit Satteldach, halbem Mansarddach, Zwerchhaus und versetzten Geschossen, im Kern 14. Jahrhundert, im 19. Jahrhundert aus Wohnhaus und Stadel zusammengefasst | D-3-62-000-394  | Wohnhaus                                                                               |
| Fidelgasse 2 (Standort)                                      | Kleinhaus | Zweieinhalbgeschossiger und abgewalmter Pultdachbau, im Kern 18. Jahrhundert | D-3-62-000-395  | Kleinhaus                                                                              |
| Fidelgasse 3 (Standort)                                      | Wohnhaus | Viergeschossiger und giebelständiger Satteldachbau mit hofseitigem Laubengang, 17./18. Jahrhundert, Innenausbau und Laubengang um 1900 | D-3-62-000-396  | Wohnhaus                                                                               |
| Fidelgasse 5 (Standort)                                      | Wohnhaus | Viergeschossiger und giebelständiger Satteldachbau, um 1600 | D-3-62-000-397  | Wohnhaus                                                                               |
| Fidelgasse 6 (Standort)                                      | Ehemaliges Handwerkerhaus | Dreigeschossiger und traufständiger Satteldachbau, im Kern wohl 16. Jahrhundert, im 19. Jahrhundert aufgestockt | D-3-62-000-398  | Ehemaliges Handwerkerhaus                                                              |
| Fidelgasse 7 (Standort)                                      | Wohnhaus | Dreigeschossiger und giebelständiger Satteldachbau mit südlicher Mansarde, frühes 18. Jahrhundert, im Kern um 1300 | D-3-62-000-399  | Wohnhaus                                                                               |
| Fidelgasse 8 (Standort)                                      | Wohnhaus | Zweigeschossiger und traufständiger Satteldachbau mit zweigeschossigem Torbau, bezeichnet „1728“, im Kern romanisch und gotisch, im 19. und 20. Jahrhundert überformt | D-3-62-000-400  | Wohnhaus                                                                               |
| Fidelgasse 13 (Standort)                                     | Wohnhaus | Dreigeschossiger und traufständiger Mansarddachbau in Ecklage, 18. Jahrhundert | D-3-62-000-402  | Wohnhaus                                                                               |
| Haaggasse 1 (Standort)                                       | Wohnhaus | Dreigeschossiger und giebelständiger Pultdachbau in Ecklage mit Wohnturm, romanischem und gotischem Keller, im Kern erste Hälfte 13. Jahrhundert, 1979 überformt | D-3-62-000-529  | Wohnhaus                                                                               |
| Haaggasse 7 (Standort)                                       | Ehemaliges Hafnerhaus | Zweigeschossiger und giebelständiger Satteldachbau, 18. Jahrhundert, 1903 renoviert | D-3-62-000-530  | Ehemaliges Hafnerhaus                                                                  |
| Haaggasse 11 (Standort)                                      | Kleinhaus | Zweigeschossiges und traufständiges Satteldachhaus, 18. Jahrhundert, mit älterem Kern, Innenumbau 1881 | D-3-62-000-531  | Kleinhaus                                                                              |
| Haaggasse 12 (Standort)                                      | Wohnhaus | Dreigeschossiger und traufständiger Satteldachbau, 17. Jahrhundert | D-3-62-000-532  | Wohnhaus                                                                               |
| Holzländestraße 1 (Standort)                                 | Ehemaliges Fischerhaus, später Brauerei-Lagerhaus                                                                            | Dreigeschossiger und giebelständiger Steilsatteldachbau mit Ladeluken und rückseitigem Brauhaus, wohl 16. Jahrhundert, Umbauten 18. Jahrhundert, innen modern verändert | D-3-62-000-586  | Ehemaliges Fischerhaus, später Brauerei-Lagerhaus                                      |
| Holzländestraße 3 (Standort)                                 | Wohnhaus | Dreigeschossiger und giebelständiger Satteldachbau, spätgotisch, 15./16. Jahrhundert, barock verändert | D-3-62-000-588  | Wohnhaus                                                                               |
| Holzländestraße 5 (Standort)                                 | Wohnhaus | Dreigeschossiger und traufständiger Flachsatteldachbau, rückwärtiger Steinkern, 14. Jahrhundert, mit Mikwe, 18. Jahrhundert, Vorderhaus um 1420, Innenausbau und Aufstockung zweite Hälfte 18. Jahrhundert | D-3-62-000-1506 | Wohnhaus                                                                               |
| Hundsumkehr (Standort)                                       | Prebrunntor | Rest des ehemaligen Nürnberger Tores, viergeschossiger und quadratischer Torturm mit Zinnenkranz, rundbogiger Tornische und Bauinschrift, bezeichnet mit dem Jahr „1293“, Wiederaufbau bezeichnet mit „1642“ | D-3-62-000-98   | Prebrunntor                                                                            |
| Hundsumkehr 3 (Standort)                                     | Wohnhaus | Zweigeschossiger und traufständiger Satteldachbau, 18. Jahrhundert Salettl, eingeschossiger Pultdachbau mit Pilasterportalen, 18. Jahrhundert Gartenmauer, Bruchsteinmauer mit Hausteineinfassungen, 17./18. Jahrhundert | D-3-62-000-592  | Wohnhaus                                                                               |
| Hundsumkehr 5 (Standort)                                     | Ehemaliger Gartenpalast Ebner                                                                                                | Dreigeschossiger und traufständiger Walmdachbau, Südflügel mit flachen Arkaden auf Rundpfeilern, vormals Vierflügelanlage, „1585–1588“ (bezeichnet) bzw. „1609“ (bezeichnet), Innenausbau 1895, 1945 Abbruch des Ostflügels und von Teilen des Nordflügels | D-3-62-000-593  | Ehemaliger Gartenpalast Ebner                                                          |
| Hundsumkehr 5, 6 (Standort)                                  | Ehemaliger Herzoglich Württembergischer Reitstall                                                                            | Eingeschossiger Mansardwalmdachbau, Sichtziegelmauerwerk mit Hausteingliederungen, bezeichnet „1890“, von Christian Zinstag, für Wohnnutzung teilweise erneuert | D-3-62-000-1581 | Ehemaliger Herzoglich Württembergischer Reitstall                                      |
| Jakobstraße 1 (Standort)                                     | Wohnhaus (sogenannte Panzersche Behausung)                                                                                   | Viergeschossiger und giebelständiger Satteldachbau mit nördlichem Halbwalm in Ecklage, im Kern 17./18. Jahrhundert, Keller 14. Jahrhundert, Umbau bezeichnet mit „1739“ | D-3-62-000-595  | Wohnhaus (sogenannte Panzersche Behausung)                                             |
| Jakobstraße 3 (Standort)                                     | Katholische Kirche St. Jakob (sogenannte Schottenkirche)                                                                     | Ehemalige Benediktinerklosterkirche der Iro-Schotten, dreischiffige Basilika mit drei Chorapsiden, zwei Osttürmen, westlichem Querhaus und skulptiertem Nordportal, romanisch, Ostteile um 1110/20, Teilneubau mit Erweiterung um 1150–1180, Neuausstattung 1647 und 1689, 1867 Abbruch und Neubau des Nordostturms, 1871–1873 durchgreifende Restaurierung und Purifizierung; mit Ausstattung | D-3-62-000-596  | weitere Bilder                                                                         |
| Jakobstraße 7 (Standort)                                     | Wohnhaus, ehemaliges Palais Holnstein                                                                                        | Zweigeschossiger Walmdachbau mit Putzgliederungen, spätklassizistisch, 1829 von Joseph Liebherr | D-3-62-000-597  | Wohnhaus, ehemaliges Palais Holnstein                                                  |
| Jakobstraße 12 (Standort)                                    | Hauptgebäude des Saliterhofes                                                                                                | Ehemaliger Maierhof des Klosters St. Jakob, ab 1656 städtischer Bauhof, zweigeschossiger und traufständiger Frackdachbau in Ecklage, im Kern 12. Jahrhundert, Umbauten in der Renaissance und im 17./18. Jahrhundert Ehemaliges Schmiedehaus, zweigeschossiger und traufständiger Satteldachbau mit korbbogigem Tor, 17./18. Jahrhundert Ehemaliger Stadel, zweigeschossiger und traufständiger Satteldachbau mit Aufzugsgaube, 1752 | D-3-62-000-600  | Hauptgebäude des Saliterhofes                                                          |
| Jakobstraße 16 (Standort)                                    | Jakobstor | Zwei halbrunde dreigeschossige Flankierungstürme des abgebrochenen Torturmes mit Zinnenkranz, vor 1301, 1821–1825 gotisiert, Umbauten und Abbruch des Mittelteils 1955 | D-3-62-000-601  | Jakobstor                                                                              |
| Kreuzgasse 1, 3 (Standort)                                   | Wohn- und Geschäftshaus | Viergeschossiger Walmdachbau mit Schweifgiebel, Erker und Putzgliederungen, neubarock, 1923 von Joseph Koch | D-3-62-000-673  | Wohn- und Geschäftshaus                                                                |
| Kreuzgasse 9 (Standort)                                      | Wohnhaus | Dreigeschossiger und giebelständiger Mansarddachbau, spätbarock, bezeichnet „1786“, mit älterem Keller | D-3-62-000-674  | Wohnhaus                                                                               |
| Kreuzgasse 11 (Standort)                                     | Wohnhaus | Dreigeschossiger und giebelständiger Satteldachbau mit Schweifgiebel, im Kern 12.–14. Jahrhundert, 1892 nach Brand wieder aufgebaut | D-3-62-000-675  | Wohnhaus                                                                               |
| Kreuzgasse 12 (Standort)                                     | Wohnhaus | Dreigeschossiger und traufständiger Zweiflügelbau mit Halbwalm- und Satteldach, 17. Jahrhundert | D-3-62-000-676  | Wohnhaus                                                                               |
| Kreuzgasse 14 (Standort)                                     | Wohnhaus | Zweigeschossiger und traufständiges Kleinhaus mit Satteldach und spitzbogiger Haustür, 17. Jahrhundert, östlicher Flügel mit Pultdach, 19. Jahrhundert | D-3-62-000-677  | Wohnhaus                                                                               |
| Kreuzgasse 15 b, 15 c (Standort)                             | Wohnhaus | Westliches Rückgebäude eines Anwesens, zweigeschossiger und traufständiger Pultdachbau, 16./17. Jahrhundert, Dacherneuerung 19. Jahrhundert | D-3-62-000-678  | Wohnhaus                                                                               |
| Kreuzgasse 16 (Standort)                                     | Wohnhaus | Zweigeschossiger Walmdachbau in Ecklage, barock, wohl erste Hälfte 18. Jahrhundert, mit Gedenktafel, Kalkstein, 1809 | D-3-62-000-679  | Wohnhaus                                                                               |
| Kreuzgasse 18 (Standort)                                     | Ehemaliger Flurwächterturm (sogenannter Ehscheiderturm)                                                                      | Fünfgeschossiger Satteldachbau mit zweigeschossigem Anbau nach Norden, um 1230/40, Turmkeller vor 1200, Fassaden und Innenausbau 1825 | D-3-62-000-680  | Ehemaliger Flurwächterturm (sogenannter Ehscheiderturm)                                |
| Kreuzgasse 20 (Standort)                                     | Katholische Pfarrkirche Herz Jesu                                                                                            | Dreischiffige Basilika mit Satteldach, eingezogenem Chor mit Walmdach und unvollendetem Südturm, verputzter Ziegelbau, Turm mit Hausteinverkleidung, spätexpressionistisch, 1928–1930 von Carl Schad; mit Ausstattung | D-3-62-000-681  | Katholische Pfarrkirche Herz Jesu                                                      |
| Kreuzgasse 21 (Standort)                                     | Wohnhaus | Zweigeschossiger und traufständiger Satteldachbau mit korbbogiger Haustür, bezeichnet „1709“, Innenausbau 1882 | D-3-62-000-682  | Wohnhaus                                                                               |
| Kreuzgasse 25 (Standort)                                     | Gasthaus Kreuzschänke, Sterbehaus Christian Gottlieb Gumpelzhaimers (gestorben 1841)                                         | Eingeschossiger und giebelständiger Mansarddachbau, 18. Jahrhundert, Dach teilweise modern ausgebaut | D-3-62-000-683  | Gasthaus Kreuzschänke, Sterbehaus Christian Gottlieb Gumpelzhaimers (gestorben 1841)   |
| Kreuzgasse 25; Stahlzwingerweg 10 (Standort)                 | Wohnhaus | Viergeschossiger und traufständiger Satteldachbau mit gekrümmter Fassade, 1882 und 1889, anstelle des Gesindehauses des Klosters Heilig Kreuz | D-3-62-000-1156 | Wohnhaus                                                                               |
| Lederergasse 1 (Standort)                                    | Wohnhaus | Dreigeschossiger und traufständiger Frackdachbau, westlicher Kernbau mit Handquadermauerwerk, 1189, Ostteil zweite Hälfte 13. Jahrhundert, Überformungen im 16. und 18. Jahrhundert, 1980/81 teilweise durchgreifend erneuert | D-3-62-000-704  | Wohnhaus                                                                               |
| Lederergasse 2 (Standort)                                    | Wohnhaus | Dreigeschossiger und traufständiger Satteldachbau, im Kern 14. Jahrhundert, im 17./18. Jahrhundert überformt, Anfang 19. Jahrhundert aufgestockt | D-3-62-000-705  | Wohnhaus                                                                               |
| Lederergasse 3, 5 (Standort)                                 | Ehemaliges Gerberanwesen | Wohnhaus. viergeschossiger und traufständiger Satteldachbau, im Kern 15./16. Jahrhundert, über Keller des 13. Jahrhunderts, 1980 durchgreifende Sanierung und vereinheitlichende Fassade mit Nr. 3; Stadel, zweigeschossiger und giebelständiger Pultdachbau, 17./18. Jahrhundert, 1980/81 zu Wohnzwecken ausgebaut | D-3-62-000-708  | Ehemaliges Gerberanwesen                                                               |
| Lederergasse 4 (Standort)                                    | Wohnhaus | Dreigeschossiger und traufständiger Mansarddachbau mit Aufzugsgiebel und korbbogiger Hauseinfahrt, bezeichnet „1799“, mit mittelalterlichem Kern, wohl 14. Jahrhundert | D-3-62-000-707  | Wohnhaus                                                                               |
| Lederergasse 7 (Standort)                                    | Wohnhaus | Viergeschossiger und traufständiger Satteldachbau mit Aufzugsgaube, im Kern erste Hälfte 13. Jahrhundert, drittes Obergeschoss wohl 18. Jahrhundert | D-3-62-000-710  | Wohnhaus                                                                               |
| Lederergasse 9, 9 a (Standort)                               | Ehemaliger Brauereigasthof                                                                                                   | Dreigeschossiger und traufständiger Satteldachbau in Ecklage, im Kern 12. Jahrhundert, Überformung bezeichnet „1678“, umgebaut und renoviert 1904 | D-3-62-000-711  | Ehemaliger Brauereigasthof                                                             |
| Lederergasse 11 (Standort)                                   | Wohnhaus | Dreigeschossiger und giebelständiger Satteldachbau, im Kern 17. Jahrhundert, Fassade um 1700 | D-3-62-000-712  | Wohnhaus                                                                               |
| Lederergasse 13 (Standort)                                   | Wohnhaus | Dreigeschossiger und traufständiger Satteldachbau, 15. Jahrhundert, 1854 aufgestockt | D-3-62-000-713  | Wohnhaus                                                                               |
| Lederergasse 14 (Standort)                                   | Wohnhaus | Zweiteiliger, dreigeschossiger und giebelständiger Satteldachbau in Ecklage, Vorderhaus im Kern 13. Jahrhundert, Überformungen im 17./18. Jahrhundert und 1963–1967, Rückgebäude wohl 17./18. Jahrhundert, Umbauten 19. Jahrhundert und 1963–1967 | D-3-62-000-714  | Wohnhaus                                                                               |
| Lederergasse 15 (Standort)                                   | Wohnhaus | Zweigeschossiges und traufständiges Satteldachhaus mit Zwerchhaus, im Kern um 1200, Umbauten im 15. und 19. Jahrhundert | D-3-62-000-715  | Wohnhaus                                                                               |
| Lederergasse 16 (Standort)                                   | Wappenstein mit Inschrift | Kalkstein, barock, bezeichnet mit „1636“ | D-3-62-000-716  | Wappenstein mit Inschrift                                                              |
| Lederergasse 18 (Standort)                                   | Wohnhaus | Dreigeschossiger und traufständiger Satteldachbau in Ecklage, aus vier Teilbauten bestehend, 17./18. Jahrhundert, Fassadenumbau 1967 | D-3-62-000-717  | Wohnhaus                                                                               |
| Lederergasse 20 (Standort)                                   | Wohnhaus | Zweigeschossiger und traufständiger Satteldachbau, frühes 19. Jahrhundert, in der westlich anschließenden Hofmauer Reste der Stadtmauer | D-3-62-000-719  | Wohnhaus                                                                               |
| Lederergasse 21 (Standort)                                   | Ehemaliges Gartengebäude | Zweigeschossiges und giebelständiges Pultdachhaus mit hochgezogener Fassadenwand, 14. Jahrhundert, im 18. Jahrhundert überformt, Fassadenwand 19. Jahrhundert | D-3-62-000-1512 | Ehemaliges Gartengebäude                                                               |
| Lederergasse 22 (Standort)                                   | Wohnhaus | Dreigeschossiger Walmdachbau mit zwei Aufzugsgauben, 1739 aus älterem, 1732 umgebauten Wohnhaus und Stadel zusammengefasst | D-3-62-000-720  | Wohnhaus                                                                               |
| Lederergasse 24 (Standort)                                   | Wohnhaus | Zweigeschossiger und traufständiger Satteldachbau mit Aufzugsgaube, 1558, Veränderungen 17./18. und 19./20. Jahrhundert | D-3-62-000-721  | Wohnhaus                                                                               |
| Lederergasse 25 (Standort)                                   | Ehemaliges Schmauß-Bräuhaus                                                                                                  | Mehrteiliger Gebäudekomplex, zur Lederergasse zweigeschossiger und traufständiger Satteldachbau mit Erker, 16. Jahrhundert und viergeschossiges und giebelständiges Turmhaus mit Satteldach, südlich zweite Hälfte 13. Jahrhundert, nördlich Anbau 17./18. Jahrhundert, zum Kuhgässel dreigeschossiger und traufständiger Satteldachbau, 1869 über Keller des 12. Jahrhunderts, zweigeschossiger Pultdachbau im Hof, 19. Jahrhundert | D-3-62-000-722  | Ehemaliges Schmauß-Bräuhaus                                                            |
| Lederergasse 31 (Standort)                                   | Ehemaliges Gerberhaus | Dreigeschossiger und giebelständiger Mansarddachbau, im Kern romanisches Steinhaus, 12. Jahrhundert, Ausbau zum Gerberanwesen im 17./18. Jahrhundert | D-3-62-000-723  | Ehemaliges Gerberhaus                                                                  |
| Lederergasse 33 (Standort)                                   | Wohnhaus | Dreigeschossiger und giebelständiger Satteldachbau mit Dachüberstand und Fachwerkgiebel, wohl 16. Jahrhundert, über Kellern des 12. Jahrhunderts | D-3-62-000-724  | Wohnhaus                                                                               |
| Lederergasse 35 (Standort)                                   | Wohnhaus | Zweigeschossiger Satteldachbau in Ecklage mit Halbwalm, Mansarddach-Zwerchhaus und Ecklaube auf Säule, im Kern 17./18. Jahrhundert mit Resten eines Kellers des 14. Jahrhunderts, 1910 zum Gasthaus umgebaut | D-3-62-000-725  | Wohnhaus                                                                               |
| Lothgäßchen 1 (Standort)                                     | Inschrifttafel mit Hausmarke                                                                                                 | Kalkstein, bezeichnet mit „1575“ | D-3-62-000-2007 | Inschrifttafel mit Hausmarke                                                           |
| Lothgäßchen 2 (Standort)                                     | Ehemaliges Totengräberhaus von St. Jakob                                                                                     | Zweiflügeliger und zweigeschossiger Sattel- und Walmdachbau in Ecklage über unregelmäßigem Grundriss, Westflügel 17./18. Jahrhundert, Ostflügel und Überformung des Westflügels 19. Jahrhundert | D-3-62-000-738  | Ehemaliges Totengräberhaus von St. Jakob                                               |
| Neuhausstraße 4 (Standort)                                   | Wohn- und Geschäftshaus | Dreigeschossiger und traufständiger Steildachbau mit Aufzugsgaube mit Fachwerk und Walmdach, frühes 18. Jahrhundert, Keller um 1300 | D-3-62-000-797  | Wohn- und Geschäftshaus                                                                |
| Nonnenplatz 8 (Standort)                                     | Ehemaliges Gartenpalais | Zweigeschossiger und Walmdachbau mit Mittel- und Eckrisaliten auf der Gartenseite, klassizistisch, 1805, wohl von Emanuel Joseph von Herigoyen, Umbauten 1896 und 1959 | D-3-62-000-814  | Ehemaliges Gartenpalais                                                                |
| Portnergasse 10 (Standort)                                   | Wohnhaus | Zweigeschossiger und traufständiger Satteldachbau, 18. Jahrhundert, Umbauten zweite Hälfte 19. Jahrhundert | D-3-62-000-919  | Wohnhaus                                                                               |
| Rehgäßchen 1 (Standort)                                      | Wohnhaus | Viergeschossiger und traufständiger Flachsatteldachbau, 16./17. Jahrhundert, im 19. Jahrhundert aufgestockt | D-3-62-000-957  | Wohnhaus                                                                               |
| Rehgäßchen 2 (Standort)                                      | Wohnhaus | Zweigeschossiger und traufständiger Satteldachbau, barock, 1877 umgebaut und erweitert | D-3-62-000-958  | Wohnhaus                                                                               |
| Rehgäßchen 4 (Standort)                                      | Wohnhaus | Dreigeschossiger und traufständiger Satteldachbau, im Kern 13./14. Jahrhundert, Hinterhaus 17./18. Jahrhundert | D-3-62-000-959  | Wohnhaus                                                                               |
| Rehgäßchen 6 (Standort)                                      | Kleinhaus | Viergeschossiger und giebelständiger Satteldachbau mit Gesimsgliederungen, im Kern 17. Jahrhundert | D-3-62-000-960  | Kleinhaus                                                                              |
| Rote-Löwen-Straße 1, Weintingergasse 10 (Standort)           | Wohnhaus | Zweiteiliger, dreigeschossiger und traufständiger Satteldachbau in Ecklage, südlich mit Fachwerkobergeschoss im Kern, 13./14. Jahrhundert, Umbauten und Erweiterungen 16./17. Jahrhundert Ehemaliger Stadel, zweigeschossiger und traufständiger Satteldachbau, 17. Jahrhundert | D-3-62-000-998  | Wohnhaus                                                                               |
| Rote-Löwen-Straße 2 (Standort)                               | Wohnhaus | Dreigeschossiger und traufständiger Satteldachbau mit geknickter Fassade, wohl 16. Jahrhundert, 1884 durchgreifend umgebaut | D-3-62-000-999  | Wohnhaus                                                                               |
| Rote-Löwen-Straße 5 a; Zur Schönen Gelegenheit 10 (Standort) | Wohnhaus | Dreiflügeliger, dreigeschossiger und traufständiger Satteldachbau, 18. Jahrhundert, im 19. Jahrhundert überformt | D-3-62-000-1559 | Wohnhaus                                                                               |
| Rühlgässel 2 (Standort)                                      | Wohnhaus | Dreigeschossiger und traufständiger Satteldachbau in Ecklage mit Risalit und Zwerchhaus mit Halbwalmdach, im Kern erste Hälfte 13. Jahrhundert, 1907 stark überformt Hofmauer mit zweiflügeligen Eichenportal mit Schnitzdekor, spätbarock, bezeichnet mit „1731“ | D-3-62-000-1009 | Wohnhaus                                                                               |
| Rühlgässel 4 (Standort)                                      | Ehemaliges Färberhaus | Zweigeschossiger und giebelständiger Satteldachbau in Ecklage mit weitem Dachüberstand nach Süden, erste Hälfte 19. Jahrhundert | D-3-62-000-1010 | Ehemaliges Färberhaus                                                                  |
| St.-Leonhards-Gasse 1 (Standort)                             | Katholische Nebenkirche, ehemalige Johanniterordenskirche St. Leonhard                                                       | Dreischiffige und giebelständige Hallenkirche mit Satteldach, eingezogenem Chor, Vorhalle und Flankenturm mit Zwiebelhaube, um 1120/30, Chor 14. Jahrhundert, Turm nach 1357 (dendrochronologisch datiert), mit Veränderungen 1717, Turmdach 1748, Vorhalle neuromanisch, 1885/95; mit Ausstattung | D-3-62-000-1027 | weitere Bilder                                                                         |
| St.-Leonhards-Gasse 6 (Standort)                             | Wohnhaus | Dreigeschossiger und giebelständiger Satteldachbau, erste Hälfte 13. Jahrhundert, Überformungen im 18. und 19. Jahrhundert | D-3-62-000-1737 | Wohnhaus                                                                               |
| St.-Leonhards-Gasse 12 (Standort)                            | Ehemaliger Stadel | Dreiteiliger Walmdachbau mit Aufzugsgaube, im Kern Turmbau 14. Jahrhundert, Nordteil 18. Jahrhundert, 1976 umgebaut | D-3-62-000-1029 | Ehemaliger Stadel                                                                      |
| St.-Leonhards-Gasse 14 (Standort)                            | Wohnhaus | Dreigeschossiger und traufständiger Satteldachbau, Vorderhaus 16./17. Jahrhundert, Rückgebäude im Kern um 1200, Umbauten und Überformungen 14.–18. Jahrhundert | D-3-62-000-1030 | Wohnhaus                                                                               |
| Schottenstraße 2 (Standort)                                  | Klerikalseminar St. Jakob | Dreigeschossige Mehrflügelanlage mit Walmdächern, um Kreuzgang des Schottenklosters, letztes Viertel 12. Jahrhundert, Flügelbauten mit neubarocken Fassadengliederungen, ab 1866 unter Verwendung älterer Substanz | D-3-62-000-225  | Klerikalseminar St. Jakob                                                              |
| Schottenstraße 4 (Standort)                                  | Ehemaliges Ökonomiegebäude des Schottenklosters St. Jakob                                                                    | Zweigeschossiger Walmdachbau mit Mittelrisalit und Zwerchhaus, klassizistisch, um 1800; seit 1866 zum Priesterseminar St. Jakob gehörig | D-3-62-000-1050 | Ehemaliges Ökonomiegebäude des Schottenklosters St. Jakob                              |
| Spatzengäßchen 2 (Standort)                                  | Wohnhaus | Dreigeschossiger Walmdachbau in Ecklage, 17. Jahrhundert, 1869 aufgestockt | D-3-62-000-1115 | Wohnhaus                                                                               |
| Stahlzwingerweg 1 (Standort)                                 | Ehemaliger städtischer Holzstadel, im 19. und frühen 20. Jahrhundert militärisches Bezirkskommando, seit 1937 Polizeistation | Zweigeschossiger und giebelständiger Steilsatteldachbau mit korbbogigen Einfahrten, 1781, wohl mit älterer Substanz, Umbauten im 19. Jahrhundert Im Hofbereich Zwingermauer | D-3-62-000-1154 | weitere Bilder                                                                         |
| Stahlzwingerweg 8 (Standort)                                 | Wohnhaus | Zweigeschossiger und traufständiger Satteldachbau mit Zwerchhaus und rückseitiger Holzgalerie, klassizistisch, 1844, Inneres 1920 teilweise überformt | D-3-62-000-1155 | Wohnhaus                                                                               |
| Stahlzwingerweg 11 (Standort)                                | Ehemalige Villa | Zweigeschossiger und gestelzter Walmdachbau mit Mansarddach-Zwerchhaus und polygonalem Eckturm mit Schweifgiebel auf dem Fundament eines ehemaligen Zwingerturms, Putzgliederungen, barockisierender Jugendstil, 1905 von Hans Schricker | D-3-62-000-1157 | Ehemalige Villa                                                                        |
| Stahlzwingerweg 15, 17 (Standort)                            | Ehemaliges Gesellschaftshaus und Schießstand der Armbrust-Schützengesellschaft Zum Großen Stahl                              | Nr. 15 zweigeschossiger Walmdachbau, 1886 Nr. 17 zweigeschossiger und traufständiger Pultdachbau, im Kern 1652/66 Tafel mit Baunachricht für Stadtmauerbau, Kalkstein, Anfang 14. Jahrhundert | D-3-62-000-1159 | weitere Bilder                                                                         |
| Stahlzwingerweg 23 (Standort)                                | Mietshaus | Dreigeschossiger Mansardwalmdachbau mit Schweifgiebel-Risaliten, Gliederung durch Putz- und Sichtziegelflächen, neubarock, 1894 von Alois Janker Am nördlichen Mauerstück Tafel mit Bauinschrift für Stadtbefestigung, 1530 | D-3-62-000-1160 | Mietshaus                                                                              |
| Weintingergasse 3 (Standort)                                 | Ehemaliger Lederer-Stadel | Dreigeschossiger und giebelständiger Satteldachbau mit Schweifgiebel, 17. Jahrhundert, 1899 zu Geschäftshaus umgebaut | D-3-62-000-1327 | Ehemaliger Lederer-Stadel                                                              |
| Weintingergasse 4 (Standort)                                 | Ehemaliger Stadel | Fünfgeschossiger und giebelständiger Satteldachbau mit korbbogiger Einfahrt und Aufzugsluken, 17. Jahrhundert | D-3-62-000-1328 | Ehemaliger Stadel                                                                      |
| Weintingergasse 6 (Standort)                                 | Wohnhaus | Dreigeschossiger und giebelständiger Pultdachbau, erste Hälfte 13. Jahrhundert, Aufstockung 1879 | D-3-62-000-1330 | Wohnhaus                                                                               |
| Weintingergasse 7 (Standort)                                 | Wohnhaus | Ostteil dreigeschossiger und traufständiger Satteldachbau, zweite Hälfte 13. Jahrhundert, Westteil zweigeschossiger und giebelständiger Pultdachbau mit Mansarde, im Kern spätmittelalterlich | D-3-62-000-1331 | Wohnhaus                                                                               |
| Weintingergasse 8 (Standort)                                 | Wohnhaus | Dreigeschossiger und traufständiger Pultdachbau in Ecklage, im Kern wohl 16. Jahrhundert, Umbau 1888/89 | D-3-62-000-1332 | Wohnhaus                                                                               |
| Weintingergasse 9 (Standort)                                 | Wohnhaus | Dreigeschossiger und traufständiger Satteldachbau mit Zwerchhaus in Ecklage, hochgotisch, erste Hälfte 14. Jahrhundert, Renovierung 18. und Anfang 19. Jahrhundert | D-3-62-000-1333 | Wohnhaus                                                                               |
| Weißgerbergraben 2 (Standort)                                | Sogenanntes Pförringerhaus                                                                                                   | Dreigeschossiger Mansardwalmdachbau in Ecklage, Fassadengliederung mit Eckpilastern, Mittelrisalit und Zwerchhäusern, frühklassizistisch, 1767–1769 | D-3-62-000-1359 | Sogenanntes Pförringerhaus                                                             |
| Weißgerbergraben 4 (Standort)                                | Wohnhaus | Dreigeschossiger und traufständiger Satteldachbau, im Kern wohl 16. Jahrhundert, Fassadengliederung mit geohrten Rahmungen und Nutung, klassizistisch, zweite Hälfte 18. Jahrhundert, Umbauten 1843 | D-3-62-000-1361 | Wohnhaus                                                                               |
| Weißgerbergraben 8 (Standort)                                | Wohnhaus | Dreigeschossiger und traufständiger Pultdachbau mit Vorschuss und Konsolen, wohl 14./15. Jahrhundert, 1926 im Inneren umgebaut, Rückgebäude dreigeschossiger und traufständiger Mansarddachbau, 17./18. Jahrhundert | D-3-62-000-1362 | Wohnhaus                                                                               |
| Weißgerbergraben 10 (Standort)                               | Wohn- und Geschäftshaus | Langgestrecktes dreigeschossiges und traufseitiges Frackdachhaus, im Kern 17. Jahrhundert, 1862 zum Weißgerbergraben hin aufgestockt, Umbauten 1909; durchgehend bis Zur Schönen Gelegenheit | D-3-62-000-1364 | Wohn- und Geschäftshaus                                                                |
| Weißgerbergraben 12 (Standort)                               | Wohnhaus | Dreigeschossiger und traufständiger Satteldachbau, im Kern 14. Jahrhundert, Umbauten 17. Jahrhundert, im späten 19. Jahrhundert aufgestockt, Rückgebäude Zur Schönen Gelegenheit, dreigeschossiger und traufständiger Satteldachbau, 17. Jahrhundert | D-3-62-000-1366 | Wohnhaus                                                                               |
| Weißgerbergraben 14, Zur Schönen Gelegenheit 1 a (Standort)  | Wohnhaus, ehemaliges Weißgerberhaus                                                                                          | Dreigeschossiger und traufständiger Mansarddachbau mit Zwerchhaus und Mittelrisalit, mit gotischem Keller, barock, 17./18. Jahrhundert, Umbauten 19. Jahrhundert; siehe auch Zur Schönen Gelegenheit 1 a | D-3-62-000-1367 | Wohnhaus, ehemaliges Weißgerberhaus                                                    |
| Weißgerbergraben 14, Zur Schönen Gelegenheit 1 a (Standort)  | Wohnhaus (Rückgebäude zu Weißgerbergraben 14)                                                                                | Dreigeschossiger und traufständiger Satteldachbau, im Kern wohl 17./18. Jahrhundert, Umbau Ende 19. Jahrhundert | D-3-62-000-1585 | Wohnhaus (Rückgebäude zu Weißgerbergraben 14)                                          |
| Weißgerbergraben 16 (Standort)                               | Wohnhaus | Viergeschossiger und traufständiger Satteldachbau, im Kern 14. Jahrhundert, Umbauten 17.–19. Jahrhundert, Rückgebäude Zur Schönen Gelegenheit, viergeschossiger und traufständiger Satteldachbau, im Kern 14. Jahrhundert, Umbauten im Barock und 1823 | D-3-62-000-1368 | Wohnhaus                                                                               |
| Weißgerbergraben 18 (Standort)                               | Wohn- und Geschäftshaus | Dreigeschossiger und traufständiger Satteldachbau mit Kniestock, historistisch, 1887 von Adrian Zinstag | D-3-62-000-1369 | Wohn- und Geschäftshaus                                                                |
| Weißgerbergraben 20 (Standort)                               | Wohnhaus | Viergeschossiger und traufständiger Satteldachbau, im Kern 14. Jahrhundert, Umbauten im 17. Jahrhundert, 1895 aufgestockt; durchgehend bis Zur Schönen Gelegenheit | D-3-62-000-1370 | Wohnhaus                                                                               |
| Weißgerbergraben 24 (Standort)                               | Wohnhaus | Dreigeschossiger und giebelständiger Mansarddachbau mit Fachwerkerker, im Kern 14. Jahrhundert, mit hochromanischen Teilen, Umbau 1752 | D-3-62-000-1371 | Wohnhaus                                                                               |
| Weitoldstraße 2 (Standort)                                   | Wohnhaus | Zweiteiliger, viergeschossiger und traufständiger Satteldachbau mit versetzten Geschossen, um 1377 (dendrochronologisch datiert), Überformung und Aufstockung 17./18. Jahrhundert | D-3-62-000-1373 | Wohnhaus                                                                               |
| Weitoldstraße 5 (Standort)                                   | Wohnhaus | Zweigeschossiger und giebelständiger Halbwalmdachbau, 1863, im Kern 14. Jahrhundert | D-3-62-000-1374 | Wohnhaus                                                                               |
| Weitoldstraße 6 (Standort)                                   | Gaststätte Malteser | Dreigeschossiger Walmdachbau in Ecklage mit abgeschrägter Ecke, Traufschrot und viergeschossigem Achteckturm mit Mansardwalmdach, spätbarock, 18. Jahrhundert | D-3-62-000-1375 | Gaststätte Malteser                                                                    |
| Weitoldstraße 9 (Standort)                                   | Wohnhaus (sogenanntes St.-Antonius-Haus)                                                                                     | Zweigeschossiger und winkelförmiger Satteldachbau mit Schweifgiebel und Eckpilastern, 1856, 1890 aufgestockt und nach Westen erweitert, südlicher Anbau 1897 Gartenmauer mit zugesetzter spätgotischer Tür und barocker Tür mit eisernem Türblatt | D-3-62-000-1376 | Wohnhaus (sogenanntes St.-Antonius-Haus)                                               |
| Weitoldstraße 13 (Standort)                                  | Kleinhaus | Zweigeschossiger und traufständiger Satteldachbau, 18. Jahrhundert, Umbauten 1891 und 1912 | D-3-62-000-1377 | Kleinhaus                                                                              |
| Weitoldstraße 16 (Standort)                                  | Bürgerstift St. Michael, ehemals Gelbes Haus, seit 1833 katholische Bruderhausstiftung                                       | Viergeschossige Vierflügelanlage mit Walmdächern, spätbarock, um 1720 von Johann Michael Prunner als Dreiflügelanlage errichtet, 1893/94 aufgestockt, Ostflügel 1893–1894 mit Hauskapelle St. Michael, Saalbau mit eingezogener Apsis, Neurokoko | D-3-62-000-1378 | Bürgerstift St. Michael, ehemals Gelbes Haus, seit 1833 katholische Bruderhausstiftung |
| Wiesmeierweg 1 (Standort)                                    | Wohnhaus | Zweigeschossiger und traufständiger Satteldachbau, historistisch, 1866 von Adolph Herbst | D-3-62-000-1726 | Wohnhaus                                                                               |
| Wiesmeierweg 3 (Standort)                                    | Wohnhaus | Drei- bis viergeschossiger Walmdachbau mit Nordmansarde, Zwerchhaus mit Krüppelwalm und Erker mit Altane, 1909/10 von Joseph Koch und Franz Spiegel | D-3-62-000-1727 | Wohnhaus                                                                               |
| Wiesmeierweg 7 (Standort)                                    | Wohnhaus | Zweigeschossiger und traufständiger Mansarddachbau, neubarock, 1894 von Christian Zinstag, 1954 erweitert | D-3-62-000-1729 | Wohnhaus                                                                               |
| Wiesmeierweg 9 (Standort)                                    | Wohnhaus | Zweigeschossiger und traufständiger Satteldachbau, historistisch, 1862 von Adolph Herbst, Westfassade mit Erker von 1926 Im Garten Fundament eines Zwingerturms und ein Stück der Zwingermauer | D-3-62-000-1730 | Wohnhaus                                                                               |
| Wiesmeierweg 11 (Standort)                                   | Wohnhaus | Zweigeschossiger und traufständiger Satteldachbau, Ostteil erste Hälfte 19. Jahrhundert, 1862 erweitert, Wiederaufbau nach Teileinsturz 1881 Im Garten Reste der Zwingermauer | D-3-62-000-1731 | Wohnhaus                                                                               |
| Wiesmeierweg 15 (Standort)                                   | Wohnhaus | Zweigeschossiger und traufständiger Satteldachbau, Westseite mit Mittelrisalit, Rundbogenstil, 1843, Ostfassade 1900 vorgesetzt | D-3-62-000-1732 | Wohnhaus                                                                               |
| Wiesmeierweg 17, 17 a (Standort)                             | Doppelwohnhaus | Zweigeschossiger Walmdachbau, Ostfassade auf der Stadtmauer, Westfassade auf der Zwingermauer, 1930 von Carl Vogler | D-3-62-000-1733 | Doppelwohnhaus                                                                         |
| Wiesmeierweg 19 (Standort)                                   | Wohnhaus | Zweigeschossiger und traufständiger Satteldachbau, neugotisch, 1847 von Maurermeister Hofmeier, westlicher Erkeranbau mit Altane, 1928 Südlich anschließend Teilstück der Stadtmauer | D-3-62-000-1734 | Wohnhaus                                                                               |
| Wiesmeierweg 21 (Standort)                                   | Wohnhaus (sogenanntes Hartlaub-Haus)                                                                                         | Zweigeschossiger und traufständiger Satteldachbau in Ecklage mit Zwerchhaus und Erker, im Kern um 1810 von Johann Michael Amler, historistische Umgestaltung 1910 durch Albert Reiß Im Sockelbereich Teile der Zwingermauer, an der Westseite des Gartens Reste der Grabenfuttermauer | D-3-62-000-1735 | Wohnhaus (sogenanntes Hartlaub-Haus)                                                   |
| Winklergasse 1 (Standort)                                    | Ehemaliger Stadel | Zweigeschossiger und traufständiger Satteldachbau, bezeichnet 1623, mit Resten romanischer Mauersubstanz, 1922 zum Wohnhaus umgebaut | D-3-62-000-1401 | Ehemaliger Stadel                                                                      |
| Winklergasse 3 (Standort)                                    | Wohnhaus | Zweigeschossiger und traufständiger Satteldachbau, im Kern spätmittelalterlich, im 17./18. und im 19. Jahrhundert umgebaut | D-3-62-000-1402 | Wohnhaus                                                                               |
| Winklergasse 6 (Standort)                                    | Wohnhaus | Dreigeschossiger und traufständiger Satteldachbau mit polygonalem Treppenturm, 17. Jahrhundert | D-3-62-000-1403 | Wohnhaus                                                                               |
| Winklergasse 7 (Standort)                                    | Wohnhaus | Dreigeschossiger und traufständiger Satteldachbau mit Aufzugsgaube, Keller erste Hälfte 13. Jahrhundert, nördlicher Teil um 1300, Obergeschosse des Südteils 1486, Überformungen 18. Jahrhundert | D-3-62-000-1404 | Wohnhaus                                                                               |
| Winklergasse 8 (Standort)                                    | Wohnhaus | Zweigeschossiger und traufständiger Satteldach, 17. Jahrhundert und 1761, im Kern 14. Jahrhundert | D-3-62-000-1405 | Wohnhaus                                                                               |
| Winklergasse 9 (Standort)                                    | Wohnhaus | Zweigeschossiger und giebelständiger Satteldachbau mit Doppelgiebel, Südteil in Ecklage 17./18. Jahrhundert, Nordteil 18. Jahrhundert | D-3-62-000-1406 | Wohnhaus                                                                               |
| Winklergasse 12 (Standort)                                   | Ehemaliger Stadel | Zweigeschossiger und giebelständiger Pultdachbau mit Einfahrtstor, 16./17. Jahrhundert, im Kern 13. Jahrhundert | D-3-62-000-1407 | Ehemaliger Stadel                                                                      |
| Winklergasse 14 (Standort)                                   | Wohnhaus | Dreigeschossiger und giebelständiger Mansarddachbau mit Laubengängen, bezeichnet „1648“, Lauben und Dachausbau 19. Jahrhundert | D-3-62-000-1408 | Wohnhaus                                                                               |
| Winklergasse 16 (Standort)                                   | Wohnhaus | Dreigeschossiger und traufständiger Satteldachbau, 1696 aus drei Bauteilen zusammengefasst, im Kern erste Hälfte 13. Jahrhundert, Anbauten 14. Jahrhundert und „1696“ (bezeichnet), Umbauten 17./18. Jahrhundert | D-3-62-000-1409 | Wohnhaus                                                                               |
| Wollwirkergasse 3 (Standort)                                 | Reste eines Wohnhauses | Mit vorromanischer und gotischer Bausubstanz, Umbau und Fassadengliederung 17./18. Jahrhundert, Aufstockung 19./20. Jahrhundert, 1976 teilweise entkernt | D-3-62-000-1435 | Reste eines Wohnhauses                                                                 |
| Wollwirkergasse 4 (Standort)                                 | Ehemaliger Stadel | Dreigeschossiger und giebelständiger Pultdachbau, 15./16. Jahrhundert | D-3-62-000-1436 | Ehemaliger Stadel                                                                      |
| Wollwirkergasse 7 (Standort)                                 | Wohnhaus | Dreigeschossiger und traufständiger Satteldachbau mit Aufzugsgaube und Einfahrtstor, bezeichnet mit „1742“, im Kern 12. Jahrhundert | D-3-62-000-1437 | Wohnhaus                                                                               |
| Wollwirkergasse 11 (Standort)                                | Wohnhaus eines ehemaligen Stadtbauernhofes                                                                                   | Dreigeschossiger und giebelständiger Satteldachbau mit östlichem Flügelanbau und Hinterhaus, im Kern 15. Jahrhundert, im 17./18. Jahrhundert und in der zweiten Hälfte 19. Jahrhundert überformt | D-3-62-000-1439 | Wohnhaus eines ehemaligen Stadtbauernhofes                                             |
| Wollwirkergasse 12 (Standort)                                | Wohn- und Geschäftshaus | Dreigeschossiger und traufständiger Satteldachbau mit Zwerchhaus, 17./18. Jahrhundert, im Kern vor 1300 und um 1400 | D-3-62-000-1440 | Wohn- und Geschäftshaus                                                                |
| Wollwirkergasse 13 (Standort)                                | Wohn- und Geschäftshaus | Dreigeschossiger und traufständiger Pultdachbau, mit Wohnturm und nördlichem Anbau, um 1300, östlich dreigeschossiger und traufständiger Satteldachbau, 17./18. Jahrhundert, Fassade 1966 | D-3-62-000-1441 | Wohn- und Geschäftshaus                                                                |
| Wollwirkergasse 17 (Standort)                                | Wohnhaus | Zweigeschossiger und giebelständiger Mansarddachbau mit westlicher Brandmauer, rückseitig traufständiger zweigeschossiger Satteldachbau mit Zwerchhaus, 17./18. Jahrhundert, im Kern 14. Jahrhundert | D-3-62-000-1443 | Wohnhaus                                                                               |
| Wollwirkergasse 23 (Standort)                                | Ehemaliges Hafnerhaus | Dreigeschossiger und traufständiger Flachsatteldachbau in Ecklage, 17. Jahrhundert, Umbauten Ende 19. Jahrhundert Hofmauer mit rundbogigem Eingang, 17./18. Jahrhundert | D-3-62-000-1444 | Ehemaliges Hafnerhaus                                                                  |
| Wollwirkergasse 25 (Standort)                                | Wohnhaus (sogenanntes Praunsmändel-Haus)                                                                                     | Dreigeschossiger und giebelständiger Satteldachbau mit Dreiecksgiebel, Gesimsgliederungen und geohrten Rahmungen, spätbarock, bezeichnet „1712“, Ostflügel 1735 | D-3-62-000-1445 | Wohnhaus (sogenanntes Praunsmändel-Haus)                                               |
| Wollwirkergasse 27 (Standort)                                | Wohnhaus | Dreigeschossiger und giebelständiger Satteldachbau, 17. Jahrhundert, im Kern mittelalterlich | D-3-62-000-1446 | Wohnhaus                                                                               |
| Zur Schönen Gelegenheit 1 (Standort)                         | Wohnhaus | Dreigeschossiger und traufständiger Satteldachbau, 18. Jahrhundert, im 19. Jahrhundert aufgestockt | D-3-62-000-1462 | Wohnhaus                                                                               |
| Zur Schönen Gelegenheit 2 (Standort)                         | Ehemaliger Stadel | Zweigeschossiger und giebelständiger Satteldachbau mit Fachwerkgiebel, 17./18. Jahrhundert, 1871 zu Wohnzwecken ausgebaut | D-3-62-000-1463 | Ehemaliger Stadel                                                                      |
| Zur Schönen Gelegenheit 3 (Standort)                         | Ehemaliger Stadel | Dreigeschossiger und traufständiger Satteldachbau mit rundbogiger Einfahrt, im Kern 14./15. Jahrhundert, 1873 zu Wohnhaus umgebaut | D-3-62-000-1464 | Ehemaliger Stadel                                                                      |
| Zur Schönen Gelegenheit 4 (Standort)                         | Ehemaliger Stadel | Zweigeschossiger und traufständiger Pultdachbau, 17./18. Jahrhundert, um 1900 zum Wohnhaus umgebaut | D-3-62-000-1465 | Ehemaliger Stadel                                                                      |
| Zur Schönen Gelegenheit 5 (Standort)                         | Kleinhaus | Dreigeschossiger und traufständiger Pultdachbau, 16. Jahrhundert, im Kern 13. Jahrhundert, im 20. Jahrhundert überformt | D-3-62-000-1466 | Kleinhaus                                                                              |
| Zur Schönen Gelegenheit 7 (Standort)                         | Wohnhaus | Viergeschossiger und traufständiger Satteldachbau in Ecklage, im Kern hochmittelalterlich, überformt im 17./18. Jahrhundert, Erdgeschoss modern aufgezehrt | D-3-62-000-1467 | Wohnhaus                                                                               |
| Zur Schönen Gelegenheit 8 (Standort)                         | Wohnhaus | Dreigeschossiger und traufständiger Satteldachbau mit geknickter Fassade, 15./16. Jahrhundert, im Kern um 1250 | D-3-62-000-1468 | Wohnhaus                                                                               |
| Zur Schönen Gelegenheit 10 (Standort)                        | Wohnhaus | Dreigeschossiger und traufständiger Mansarddachbau, 18. Jahrhundert, im Kern wohl 15. Jahrhundert | D-3-62-000-1469 | Wohnhaus                                                                               |
| Zur Schönen Gelegenheit 12 (Standort)                        | Mietshaus | Dreigeschossiger und traufständiger Satteldachbau mit Mittelrisalit, Fassadengliederungen in Werkstein und Putz, spätklassizistisch, 1871 von Wilhelm C. Madler | D-3-62-000-1470 | Mietshaus                                                                              |
| Zur Schönen Gelegenheit 16 (Standort)                        | Ehemaliger Salzstadel (sogenannter Hupeter-Stadel)                                                                           | Dreigeschossiger und giebelständiger Satteldachbau, 17. Jahrhundert, Obergeschosse nach 1900 zu Wohnzwecken ausgebaut, Sanierung 1971 | D-3-62-000-1471 | Ehemaliger Salzstadel (sogenannter Hupeter-Stadel)                                     |